# Santuário da Virgem da Barca
O Santuário da Virgem da Barca (em galego:  Santuario da Virxe da Barca, em castelhano:  Santuario de la Virgen de la Barca) é um templo católico situado no município galego de Mogia, em Espanha. A romaria da Nossa Senhora da Barca, declarada Festa de Interesse Turístico Nacional de Espanha, é realizada no primeiro domingo depois de 8 de setembro.
No dia 25 de dezembro de 2013, o seu edifício foi destruído por um incêndio causado por um raio. Em 2015 foi realizada a restauração do santuário.